# Smiřice
Smiřice (německy Smierschitz) jsou město v okrese Hradec Králové. Žije zde přibližně 3 100 obyvatel. Obcí protéká řeka Labe.

## Název
Název města je odvozen ze jména Smíra ve významu obec lidí Smírových. V historických pramenech se jméno objevuje ve tvarech: Smyrzicz (1380), Smirzicz (1392), „Janem Smiřickým ze Smiřic“ (1462), Hašek Smiřický (1491), Smiřice a „v Smiřiciech“ (1495), na Smiřicích (1525), Smirzicze (1533) a Smiržicze (1654).

## Historie
Území bylo osídleno od mladší doby kamenné. K významným archeologickým nálezům patří monoxyl z 11. až 12. století, vystavený v muzeu v Josefově.
První písemná zmínka o obci pochází z roku 1361, kdy je uváděna Eliška ze Smiřic. Ze zdejší tvrze pochází šlechtický rod Smiřických ze Smiřic, který vymřel v první polovině 17. století smrtí Jana Albrechta ze Smiřic. V roce 1659 byly Smiřice povýšeny na město. Po první světové válce byl u města na Labi postaven smiřický jez.

### Lihovar
Již před rokem 1755 si M. Mautner pronajal místnosti zámku a pivovaru a založil závod Malburg a syn. Závod se neustále rozrůstal až na velikost 60 000 m². Po městě byla vystavěna vlečka, hlavně kvůli problémům s dovozem melasy po silnicích – neustále kapala ze sudů a byly jí plné ulice. Za druhé světové války byl závod zkonfiskován Němci a částečně předělán na výrobu výbušnin. Po druhé světové válce se několik firem pokoušelo obnovit tradici, ale všechny pokusy se setkaly s nezdarem. Dnes v prostorech lihovaru sídlí chemička.

## Obecní správa

### Části města
- Smiřice
- Rodov
- Trotina

### Znak
Tři jetelové lístky na stříbrném pozadí v horní polovině symbolizují úrodnost, bohatost a pastviny. Zlatý most na modrém pozadí pak symbolizuje mokřady kolem města a občasné velké záplavy, kdy byly ulice pod vodou a lidé chodili po lávkách.

## Doprava a služby
V obci se nachází základní škola, mateřská škola, Kulturní dům Dvorana, Dům dětí a mládeže, pobočka České pošty, chemička, pila a sklárny. Dále se zde nachází vlakové nádraží na trati Hradec Králové – Jaroměř (– Liberec). Odbočná lokální trať do Hněvčevsi je už pouze sporadicky užívána pro nákladní dopravu.

## Pamětihodnosti

### Kaple Zjevení Páně
Barokní kaple Zjevení Páně byla postavena mezi lety 1699 a 1711. Autorem většiny maleb je Petr Brandl. Na hlavním oltáři je jedna z jeho nejvýznamnějších olejomaleb, Klanění tří králů. V roce 1971 byla kaple odsvěcena. Konají se zde koncerty (např. Smiřické svátky hudby), či jiné akce. Kaple je národní kulturní památkou.

### Zámek Smiřice

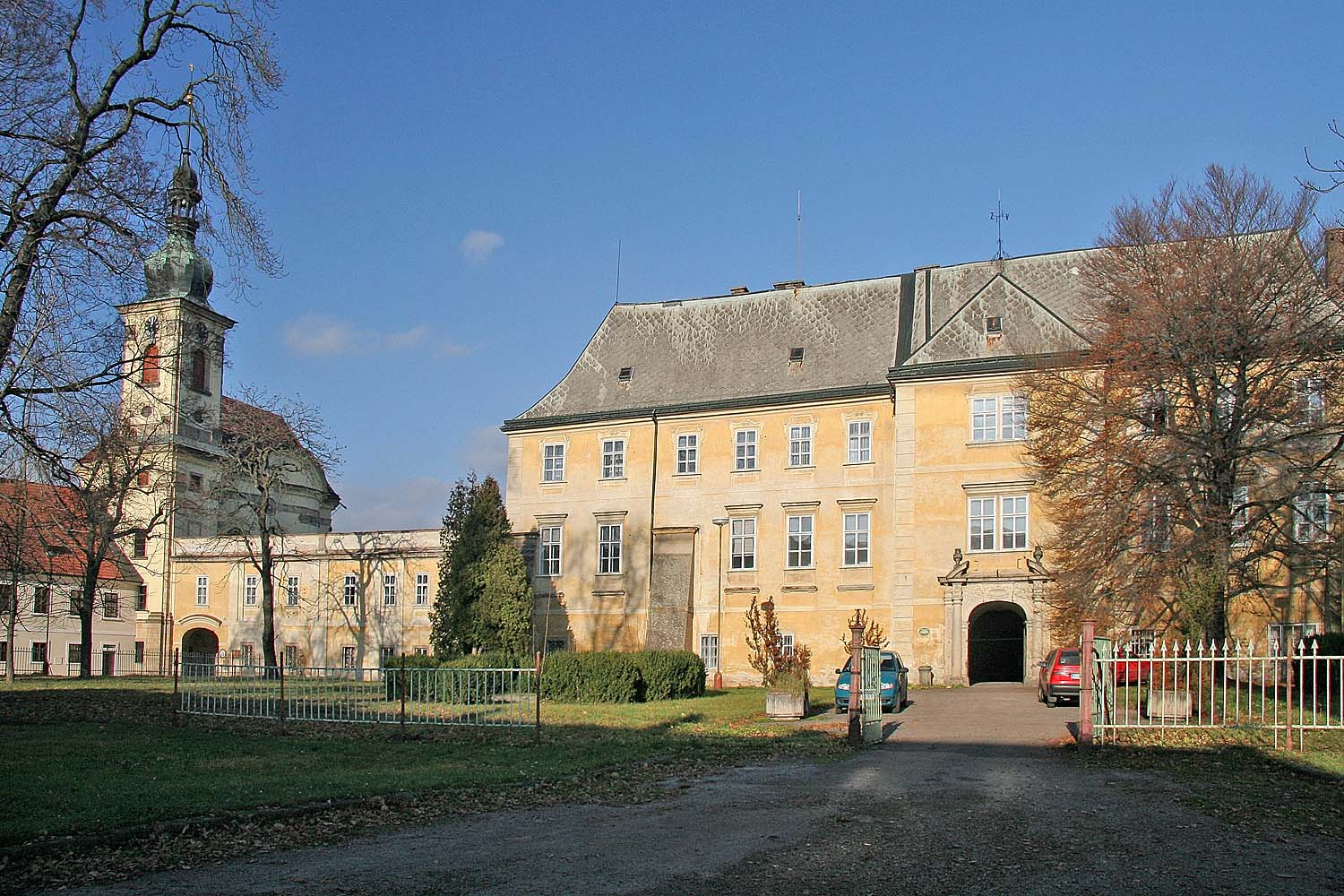
Zámek ve Smiřicích

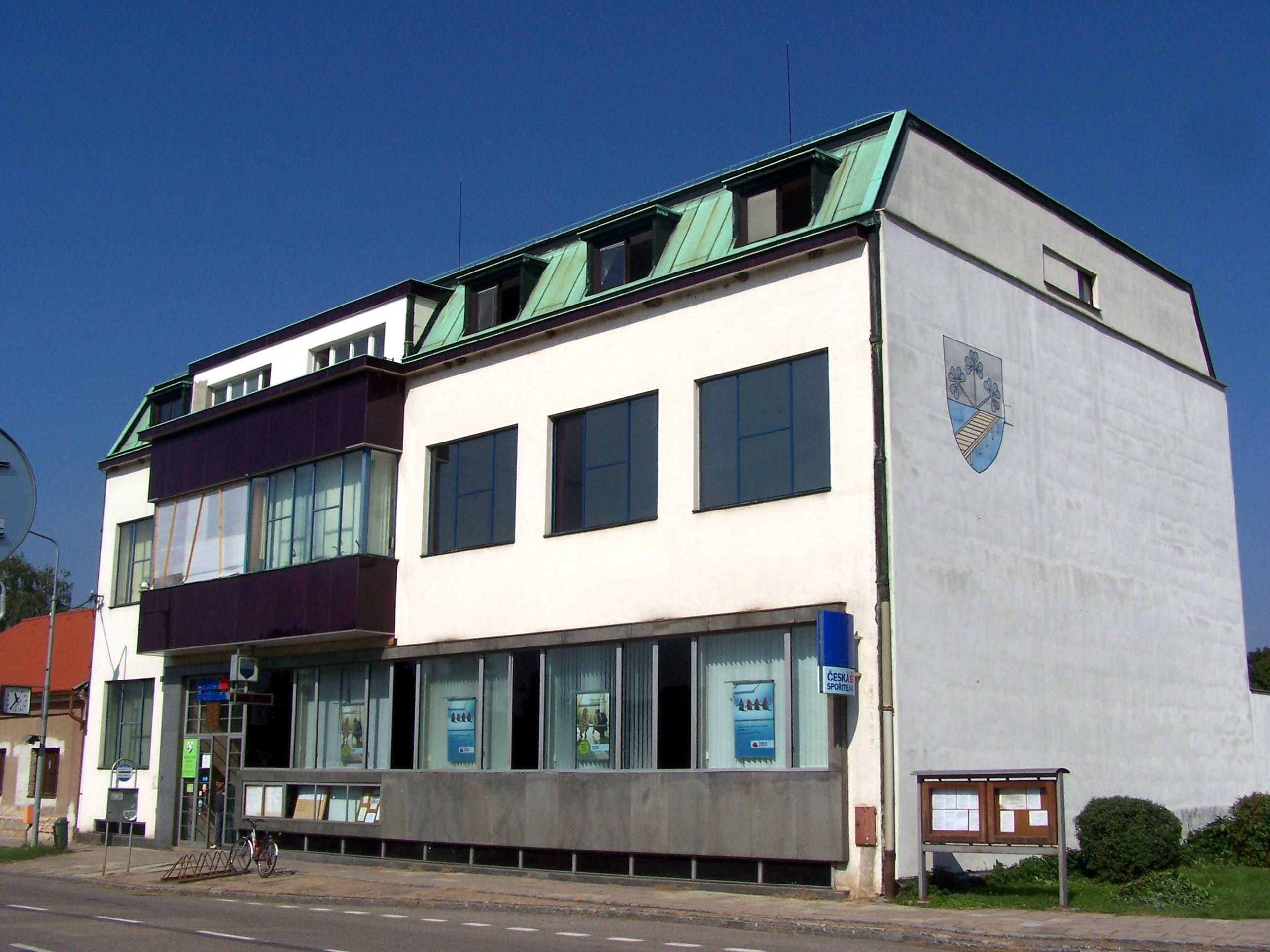
Budova spořitelny

Předchůdcem smiřického zámku byla vodní tvrz ze 14. století. V 16. století byla přestavěna na renesanční zámek a ten byl okolo roku 1700 upraven v barokním slohu. Na zámeckém dvoře byl provozován pivovar.

### Ostatní pamětihodnosti
K památkově chráněným objektům ve městě patří také budova spořitelny v Palackého ulici (čp. 106), pamětní deska Anežky Malé na domě čp. 284 v ulici A. Malé a pomník odboje a obětem druhé světové války u zámku v Palackého ulici.

### Nádraží
Liberecký podnikatel Johann Liebieg nesouhlasil s původním návrhem budovy místního nádraží na Pardubicko-liberecké dráze a nabídl, že postaví budovu podle svých představ a na svůj náklad. Díky tomu je smiřické nádraží jediné v Česku, které je postaveno ve stylu loveckého zámečku včetně tzv. „zvířecího příkopu“. Dostalo zvláštní ocenění v anketě Nejkrásnější nádraží ČR roku 2007.

### Smiřická Obora
Smiřická Obora je registrovaným lokálním významným krajinným prvkem (VKP), který je součástí územního systému ekologické stability (ÚSES), vlastníkem je město Smiřice. Jedná se o rekultivovaný těžební prostor štěrkopískovny , která zde byla provozována v letech 1995–1999. Cílem ne zcela povedené rekultivace bylo vybudovani biotopu, který nahrazuje původní říční krajinu meandrujici řeky Labe. Při povodní v roce 2002 zde došlo k částečnému zatopení celého areálu, následnému smytí části povrchové ornice a lokalita tak získala zajímavější charakter a potenciál budoucích uprav, než jak bylo původně při rekultivacích míněno. Obora je rozdělena na dvě části, ekologickou a rekreační zónu, oddělené dřevěnou lávkou. Nejdůležitějším prvkem ekologické části je strmý severovýchodní břeh určený pro hnízdění břehulí. Ten je a byl v průběhu let 2017-2023 pravidelně obnovován, tak tomu je i v případě celého pobřeží piskovny. Pozorování dokazují, že má tato aktivita smysl. V uplynulých hnízdních sezónách lokalitu pravidelně obsazuje ledňáček říční, břehule říční a v roce 2024 zde prokazatelně úspěšně vyhnizdil pár hus velkých. Jedná se také o významnou lokalitu v období jarního a podzimního tahu ptáků. Obora je také významným lokálním biotopem skokana skřehotavého , slepýše křehkého a užovky obojkové. Kolísající vodní hladina vytváří vzácný biotop obnažených den, které obývá celá řada rostlinných druhů uvedených v červeném seznamu. Zejména šáchor, hnědý nebo zeměžluč spanilá. Z vzácnějších vodních makrofyt zde roste řezan pilolistý či plavín štítnatý. K Oboře přiléhají i další zajímavé lokality, zejména naučná stezka Na Plivatkách, mokřad v nivách Smržovského potoka a liniové krajinné prvky, které tvoří ovocné aleje a polní cesty.

## Osobnosti
- Jan Smiřický ze Smiřic († 7. září 1453 Staré Město pražské), byl jedním z husitských hejtmanů pražského svazu a patřil ke konzervativním kališníkům).
- Adolf Ignaz Mautner von Markhof (1801 Smiřice – 1889 Vídeň) byl významný rakouský průmyslník a filantrop židovského původu. Zakládal pivovary, zlepšil technologie pivovarnictví. Kapitál vložil mj. do přestavby rodného domu ve Smiřicích na opatrovnu pro chudé a sirotky a do stavby dětské nemocnice ve Vídni. Jeho dědicové rozšířili podnikání v potravinářství na společnosti Mautner Markhof AG.
- Eduard Karel (1861 Smiřice – 1950 Turnov), byl český rytec, grafik, malíř a pedagog na UMPRUM v Praze.

## Partnerská města
- Boguszów-Gorce, Polsko